# 斎藤靖二
斎藤 靖二（さいとう やすじ、1939年 - ）は、日本の地質学者・地球科学者。理学博士。専門は、堆積岩岩石学。国立科学博物館名誉館員、神奈川県立生命の星・地球博物館名誉館長、東京地学協会会長。元日本地質学会会長。

## 来歴
秋田県出身。東北大学理学部地学科地学第一学科卒業、大学院修士課程修了。博士課程に進学するが中退して国立科学博物館に勤める。1965年国立科学博物館研究官、1996年国立科学博物館地学研究部長、2004年独立行政法人国立科学博物館名誉研究員。2006年神奈川県立生命の星・地球博物館館長、2014年神奈川県立生命の星・地球博物館名誉館長。
2004年日本地質学会会長。2019年東京地学協会会長。
1968年、理学博士（東北大学）「Geology of the younger Paleozoic system of the southern Kitakami mountainland, Iwate Prefecture(南部北上山地上部古生界の地質)」。

## 著書

### 単著・共著・編著
- 斎藤靖二 『原色写真 石の見分け方』 加島書店、1972年。
- 斎藤靖二文 『地層をしらべる』 塩谷博明絵、岩波書店〈算数と理科の本〉、1981年。
- 斎藤靖二作 『いしあつめ』 岩波映画製作所写真、岩波書店〈ぼくのさんすう・わたしのりか〉、1982年。
- 岩波書店編集部編 『変動する地球』 岩波書店〈岩波ジュニア科学講座8〉、1984年、ISBN 4-00-010208-7。
- 斎藤靖二文 『どろあそび』 関戸勇写真、偕成社〈リトルサイエンス〉、1986年、ISBN 4-03-339050-2。
- 水谷伸治郎・斎藤靖二・勘米良亀齢編 『日本の堆積岩』 岩波書店、1987年、ISBN 4-00-005765-0。
- 斎藤靖二 『日本列島の生い立ちを読む』、岩波書店〈シリーズ自然景観の読み方8〉、1992年、ISBN 4-00-007828-3。
- 斎藤靖二・綱川秀夫 『変動する地球 新版』 岩波書店〈岩波ジュニア科学講座8〉、1994年、ISBN 4-00-010608-2。
- 千葉とき子・斎藤靖二 『かわらの小石の図鑑 - 日本列島の生い立ちを考える』 東海大学出版会、1996年、ISBN 4-486-01366-2。

### 監修書・解説書
- 斎藤靖二監修 『生きている地球』 北本善一絵、集英社、1973年。
- 斎藤靖二監修 『地球たんけん』 熊谷さとし漫画、集英社〈なぜなぜ理科学習まんが8〉、1980年。
- 力武常次・斎藤靖二・丸山茂徳監修 『地球 改訂版』 学習研究社〈学研の図鑑〉、1998年、ISBN 4-05-201001-9。
- 小疇尚・斎藤靖二解説 『グラフィック 日本列島の20億年』 白尾元理写真、岩波書店、2001年、ISBN 4-00-005768-5。
- 千田稔・神崎宣武・斎藤靖二監修 『絵でみる日本大地図 改訂版』 同朋舎〈ピクチャーアトラスシリーズ〉、2001年、ISBN 4-8104-2719-6。
- 斎藤靖二監修 『地球と岩石・化石 改訂新版』 学習研究社〈原色ワイド図鑑〉、2002年、ISBN 4-05-152144-3。

### 訳書
- デーヴィッド・バーニー 『地球をまもろう』 フィリップ・ホイットフィールド監修、丸善〈ジュニア環境調査隊〉、2002年、ISBN 4-621-07002-9。